# Estación de Sceaux
La estación de Sceaux es una estación ferroviaria francesa situada en la comuna de Sceaux, en el departamento de Altos del Sena. La estación es servida por los trenes de la línea B.

## Corespondencia
La estación no tiene correspondencia con las líneas de autobús.

## Fotos

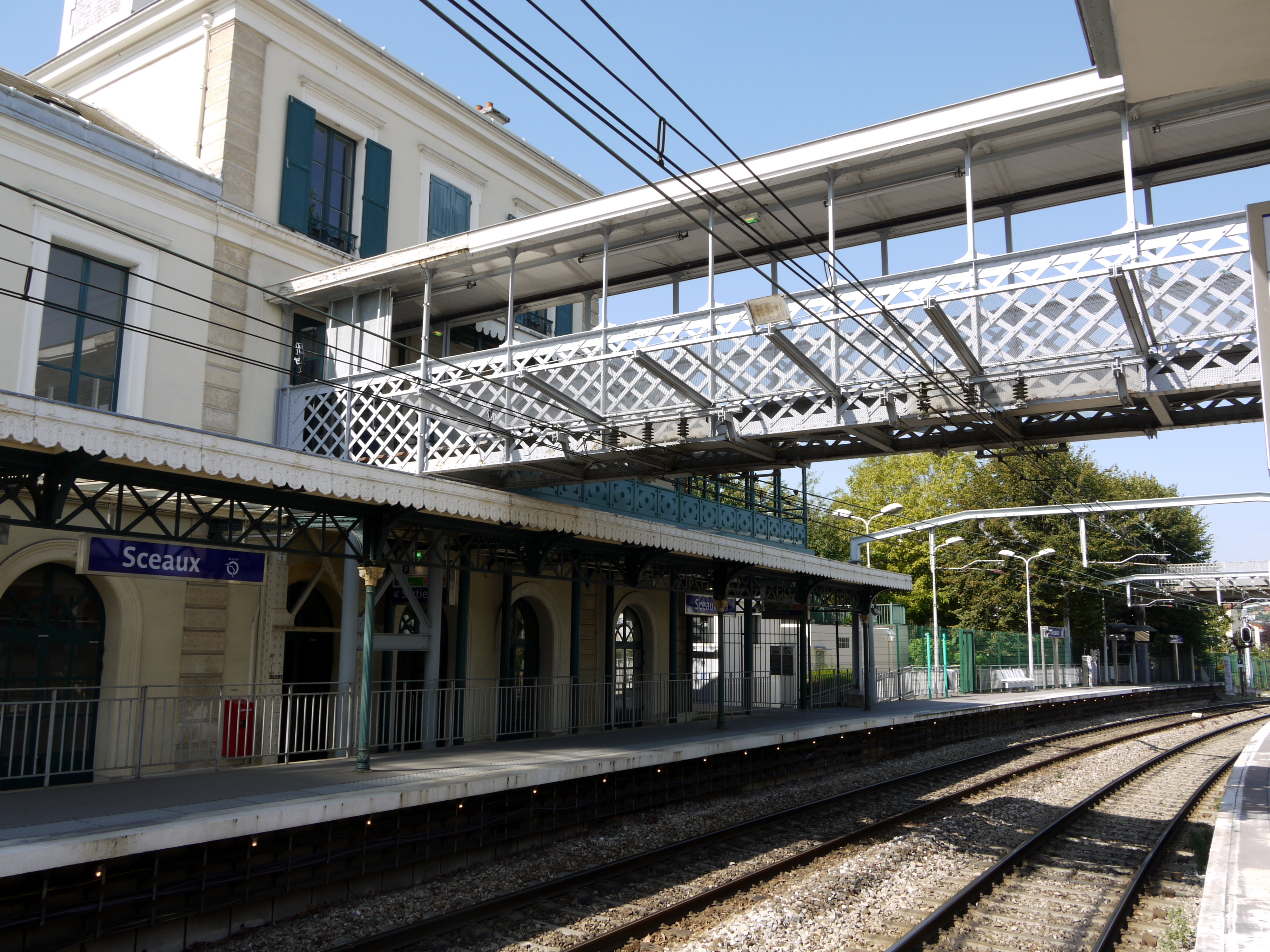
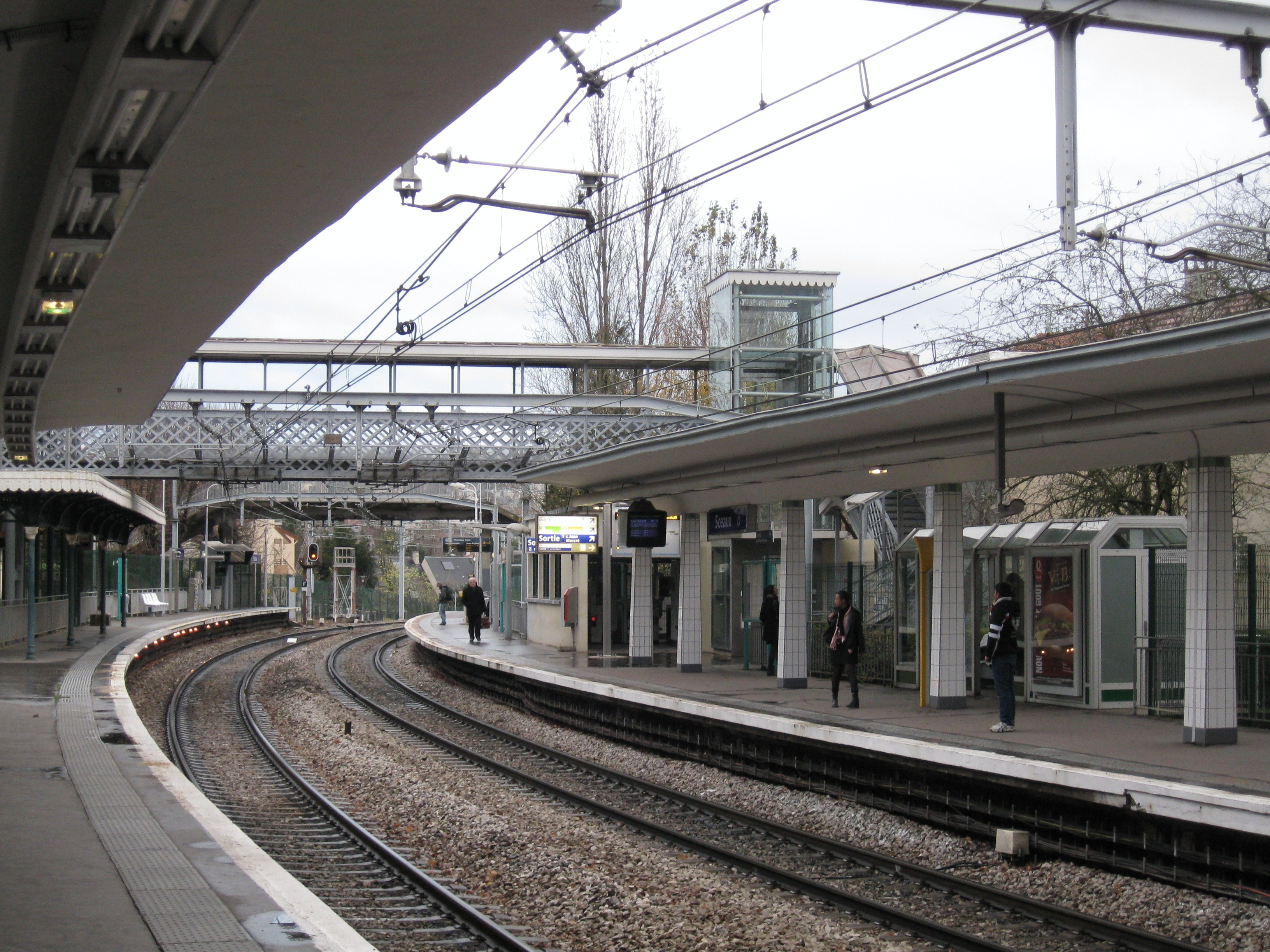
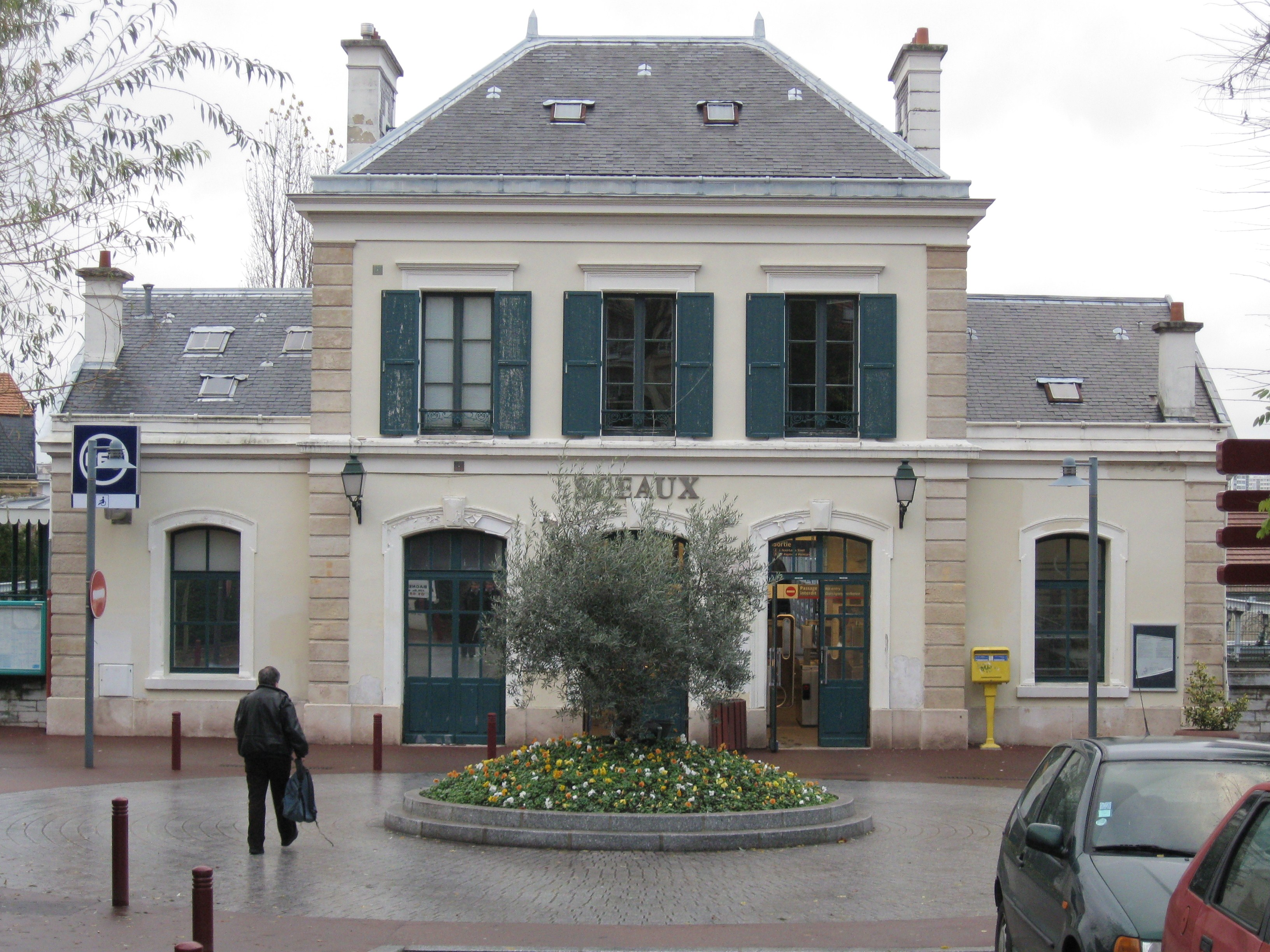